# Knyazspogoszti járás

A Knyazspogoszti járás Komiföldön

A Knyazspogoszti járás (oroszul Княжпогостский район, komi nyelven Княжпогост район) Oroszország egyik járása Komiföldön. Székhelye Jemva.

## Népesség
- 2002-ben 29 688 lakosa volt.
- 2010-ben 23 432 lakosa volt, melynek 70,4%-a orosz, 15,3%-a komi, 5,4%-a ukrán, 1,7%-a fehérorosz.